# Are You Ready?
Are You Ready? är den tredje singeln från albumet Human Clay av det amerikanska rock bandet Creed, släppt augusti 2000. Det var den första Creed singeln att inte nå #1 i USA. Den är inkluderad på 2001 albumet NASCAR: Full Throttle och 2005 albumet Harley Davidson: Ride.